# Опиумная война (1967)
Опиумная война 1967 (в советской прессе называлась также События на реке Меконг) — трёхстороннее столкновение между вооружёнными отрядами, контролирующими добычу и переработку опиума в Золотом Треугольнике на стыке границ Бирмы, Таиланда и Лаоса на реке Меконг.

## Причины войны
Территория Золотого Треугольника была фактически неподконтрольна никакому правительству. На бирманской территории в штате Шан шла многолетняя гражданская война с противостоянием многочисленных группировок (см. Гражданская война в Бирме). В Лаосе также велась затяжная гражданская война, отягощённая вмешательством США и Вьетнама (см. Война во Вьетнаме, Секретная война в Лаосе). Пограничные территории Таиланда контролировали партизанские армии и коммунисты.
Обширное вмешательство ЦРУ в регион (в первую очередь в Лаос) вызвало резкое повышение спроса на опиум и организацию сети по транспортировке опиума, его очищению в героиновых лабораториях и отправления в торговые сети Гонконга и США. В таких обстоятельствах должны были обязательно возникнуть конфликты, связанные с наркоторговлей.

## Участники войны
Со стороны Лаоса в конфликте принял участие генерал Раттикон, поддерживающий короля. Он воспользовался также помощью американской авиации.
Также в конфликте участвовала армия, возглавляемая наркобароном Кун Са, контролирующим территорию в Бирме и отчасти в Таиланде.
Третьей стороной конфликта была армия Гоминьдана, вытесненная из Китая после революции 1949, расквартировавшаяся в Бирме и также связанная с выращиванием и сбытом опиума.

## Ход событий
Конфликт возник вследствие того, что лидер бирманской оппозиции Кун Са решил поменять договорённости с героиновыми лабораториями. Это было связано также с затяжным конфликтом с Гоминьданом, который объявил эмбарго на опиум Кун Са и его армии и блокировал дороги. Кун Са был вынужден перенаправить опиум в Лаос.
Огромный караван с урожаем длиной в десятки километров, собирался отовсюду, и направлялся в сторону героиновой лаборатории в Лаосе. Лаосский генерал Раттикон остановил караван и конфисковал значительную часть товара, транспортировав его с помощью американских самолётов в глубину страны. С другой стороны подошли отряды Гоминьдана. При Бан Кхван в Лаосе произошла трёхсторонняя битва.
В результате боёв силы Кун Са понесли большие потери, и в значительной мере утратили свои позиции в регионе, а войска Гоминьдана укрепились. В дальнейшем Кун Са был арестован бирманскими войсками.